# Sindrome da shock tossico
La sindrome da shock tossico o TSS è un quadro clinico di particolare gravità, provocato da una tossina di origine batterica (toxic shock syndrome toxin o TSST), descritta per la prima volta nel 1978 come una gravissima tossiemia, talora rapidamente mortale, in donne durante il periodo mestruale.

## Epidemiologia
Molto rara, si può verificare in bambini, donne e uomini, ma le donne mestruate che utilizzano assorbenti interni sono le più colpite; la sua incidenza negli anni si è rapidamente ridotta grazie all'ampia pubblicità e dopo il ritiro di alcune marche di tamponi dal mercato.
Stime effettuate nel periodo 2000-2006 riportano una incidenza di circa 0,52 casi su 100000 nella popolazione generale, che sale a 1,52 casi su 100000 restringendo il campione alle donne di età compresa fra 13 e 25 anni.
L'incidenza, secondo alcuni studi, aumenterebbe a 17 casi su 100000 nel caso di donne che usano regolarmente assorbenti interni.

## Eziologia
La malattia è causata dall'esotossina del batterio Staphylococcus aureus, che si trova comunemente nel naso e nella vagina.
Solitamente una delle concause può essere l'uso di assorbenti interni, e per questo è importante tenere in considerazione i minimi sintomi che potrebbero presentarsi.
Segnali di TSS possono essere vari, ma anche non presentarsi tutti.

## Sintomatologia
In ogni caso l'improvvisa febbre alta (oltre i 39 °C), vomito, diarrea, arrossamento cutaneo simile a una bruciatura solare, vertigini, dolori muscolari, mal di gola e svenimenti sono alcuni dei sintomi principali. E possono presentarsi sia durante il ciclo, con l'effettivo uso di tamponi interni, sia dopo.
Se si pensa di avere uno di questi sintomi, si deve immediatamente togliere l'assorbente interno e rivolgersi ad un medico per una diagnosi immediata dal momento che, se la malattia non viene riconosciuta in tempo, risulta letale.
Nonostante tutto se il tampone viene usato in modo corretto non ci sono rischi particolari; ma è preferibile intervallare l'uso di assorbenti interni con esterni, per diminuire ogni eventuale rischio e soprattutto di non utilizzarlo per più di otto ore.